# بریستول ۴۰۷
بریستول ۴۰۷ (Bristol ۴۰۷) خودرویی است که در سال‌های ۱۹۶۱–۱۹۶۳>۸۸ unitsتولید شده‌است. طراحی آن خودروهای موتور جلو-محور عقب بوده طول آن در حالت طبیعی ۴٬۸۷۷ میلیمتر (۱۹۲٫۰ اینچ) و عرض آن در حالت طبیعی ۱٬۷۲۷ میلیمتر (۶۸٫۰ اینچ) و وزن آن در حالت طبیعی ۱٬۶۵۱ کیلوگرم (۳٬۶۴۰ پوند) است.
موتور آن ۵۱۳۰ سی‌سی سیستم جعبه‌دندهٔ آن ۳ دنده به صورت خودکار است.